# Brigadas Baaz
Las Brigadas Baaz (en árabe: كتائب البعث‎, romanizado: Katā'ib al-Ba'th, también conocidas como los Batallones Baaz, fue una Milicia compuesta por miembros voluntarios del Partido Baaz Árabe Socialista – Región Siria, casi en su totalidad de Musulmanes sunitas de Siria y muchos países árabes, leales al Gobierno sirio de Bashar al-Assad. Se estableció en Alepo bajo el mando de Hilal Hilal, el actual subsecretario regional, después de que los rebeldes tomaron la mayor parte de la mitad oriental de Alepo en el verano de 2012. Las Brigadas Baaz se utilizaron para proteger los edificios del gobierno y otras instalaciones clave en la ciudad, pero su papel se ha expandido. Su fuerza ha aumentado de 5.000 miembros en noviembre de 2012 a 7.000 en diciembre de 2013. Desde entonces, también se han formado unidades en Latakia y Tartús. A finales de 2013, las Brigadas comenzaron a desplegarse en Damasco, encargadas de la dotación de puestos de control y la realización de "operaciones logísticas livianas". Arrancaron el asalto en la Ciudad Vieja de Alepo a principios de 2014. Los Batallones Baaz participaron en el levantamiento del asedio de tres años en la base aérea militar de Kuweires junto a la fuerza de élite guepardo, y la Fuerza de Defensa Nacional (Siria). El 27 de febrero de 2017, el coronel Salama Mohammed, comandante de alto rango de las Brigadas Baaz y líder de la rama del grupo >Gobernación de Tartus, habría muerto en acción mientras combatía en el área alrededor de Hama. Algunos afirmaron, sin embargo, que el comandante Muhamad había muerto de un infarto de miocardio. La Legión Baaz del Ejército sirio del 5.º Cuerpo se formó a partir de voluntarios de las Brigadas Baaz.

## Disolución
Las Brigadas Baaz se disolvieron a partir de los acuerdos realizados en la zona desmilitarizada de Idlib en Septiembre del año 2018. Muchos de los que formaron parte de las antiguas Brigadas Baaz incursionaron en la política de Siria, participando en las elecciones parlamentarias realizadas en el año 2020 hasta la caída del régimen de Bashar al Assad